# بيل غاردنر (سياسي)
بيل غاردنر (بالإنجليزية: Bill Gardner)‏ هو سياسي أمريكي، ولد في 26 أكتوبر 1948 في مانشستر في الولايات المتحدة. حزبياً، نشط في الحزب الديمقراطي. وقد انتخب New Hampshire Secretary of State ‏.

## وصلات خارجية
- الموقع الرسمي